# Соловьёв, Николай Петрович (полный кавалер ордена Славы)
Николай Петрович Соловьёв (5 мая 1915, Рокотушка, Симбирская губерния — ноябрь 1992, Рокотушка, Ульяновская область) — номер орудийного расчёта 76-миллиметровой пушки 1054-го стрелкового полка 301-й стрелковой Сталинской ордена Суворова 2-й степени дивизии 9-го Краснознамённого стрелкового корпуса 5-й ударной армии 1-го Белорусского фронта, сержант — на момент представления к награждению орденом Славы 1-й степени.

## Биография
Родился 5 мая 1915 года в селе Рокотушка (ныне — Новоспасского района Ульяновской области) в крестьянской семье. Окончил 4 класса. Работал в колхозе трактористом.
В Красной Армии с февраля 1941 годы. На фронте в Великую Отечественную войну с сентября 1941 года.
Наводчик орудия 76-миллиметровой батареи 1054-го стрелкового полка красноармеец Николай Соловьёв в составе расчёта в ночь на 26 августа 1944 в районе села Албино Чимишлийского района Молдавии в схватке с неприятелем, ворвавшимся на позицию батареи, уничтожил до десяти противников, пленил с бойцами восемь солдат. Приказом по 301-й стрелковой дивизии от 22 сентября 1944 года за мужество и отвагу проявленные в боях красноармеец Соловьёв Николай Петрович награждён орденом Славы 3-й степени.
Номер орудийного расчёта 76-миллиметровой пушки 1054-го стрелкового полка сержант Николай Соловьёв 6 февраля 1945 года, отражая контратаку противника в районе германского город Ортвиг, с бойцами расчёта подбил танк, подавил три пулемётные точки и уничтожил свыше полутора десятков противников. В этом бою старший сержант Николай Соловьёв был ранен, но поля боя не покинул. Приказом по 5-й ударной армии от 13 марта 1945 года за мужество и отвагу, проявленные в боях, сержант Соловьёв Николай Петрович награждён орденом Славы 2-й степени.
15 апреля 1945 года в бою на левом берегу реки Одер в районе города Горгаст расчёт орудия, в составе которого был сержант Николай Соловьёв, подбил две противотанковые пушки, один бронетранспортёр, подавил три пулемётные точки. В ночь на 24 апреля 1945 года бойцы расчёта, поддерживая огнём стрелковые подразделения при форсировании реки Шпре и удержании плацдарма на её берегу, уничтожили две противотанковые пушки противника.
Указом Президиума Верховного Совета СССР от 15 мая 1946 года за образцовое выполнение заданий командования в боях с немецко-вражескими захватчиками сержант Соловьёв Николай Петрович награждён орденом Славы 1-й степени; стал полным кавалером ордена Славы.
В 1945 году Н. П. Соловьёв демобилизован. Жил в селе Рокотушка Новоспасского района Ульяновской области. Умер в ноябре 1992 года.
Награждён орденами Отечественной войны 1-й степени, Славы 1-й, 2-й, 3-й степени, медалями.